# Vena yugular anterior
La vena yugular anterior [TA]: vena jugularis anterior es una vena de pequeño calibre, la más pequeña de las venas yugulares, que recorre la cara anterior del cuello y que recoge sangre venosa de la porción laríngea del cuello y, ocasionalmente, de la glándula tiroides.

## Trayecto
Nace sobre el hueso hioides de la confluencia de las venas submandibulares superficiales. Desciende por el tejido subcutáneo sobre la fascia de los músculos suprahioideos, entre la línea media anterior y el borde anterior del músculo esternocleidomastoideo. Al llegar al manubrio esternal realiza un giro en ángulo recto y se dirige transversalmente en sentido lateral, ubicándose por detrás del esternocleidomastoideo para desembocar en la vena subclavia.
Por encima del manubrio esternal, las venas yugulares anteriores derecha e izquierda suelen anastomosarse en la línea media para dar el arco venoso yugular del espacio supraesternal. Además se anastomosa con las venas yugulares interna, externa y tiroideas. Esta vena está en relación durante todo su trayecto con los nódulos linfáticos yugulares anteriores.

## Origen y relaciones
Se forma de la unión, en la región suprahioidea, de varias pequeñas venas submentonianas superficiales.
Así formada, la vena yugular anterior desciende, un poco lateralmente a la línea media, hasta las proximidades de la escotadura yugular del esternón. A continuación se acoda en ángulo recto y se dirige transversalmente en sentido lateral hasta su terminación en la vena subclavia.
Cerca de sus orígenes, la vena yugular anterior es suprasfacial. Un poco inferiormente al hueso hioides, perfora la fascia que la envuelve y sigue siendo intrafascial hasta el borde superior del espacio supraesternal, en el que penetra. En este espacio, la vena yugular anterior se acoda en ángulo recto y se dirige lateralmente. En esta parte transversal de su trayecto pasa por el fondo de saco lateral correspondiente del espacio supraesternal, cruza la cara profunda del músculo esternocleidomastoideo y termina bien en la vena subclavia o en la vena yugular externa.
Está en relación con los nódulos linfáticos yugulares anteriores.